# Scelotes bicolor
Scelotes bicolor är en ödleart som beskrevs av  Smith 1849. Scelotes bicolor ingår i släktet Scelotes och familjen skinkar. Inga underarter finns listade i Catalogue of Life.